# Злата Хрвой-Шипек
Злата Хрвой-Шипек (хорв. Zlata Hrvoj-Šipek; нар. 1956, Карловац) — хорватська правниця, Генеральний прокурор Хорватії, перша в історії Хорватії жінка на цій посаді.

## Життєпис
Народилася 1956 року у Карловаці. 1978 року закінчила юридичний факультет Загребського університету. 1980 року склала кваліфікаційний іспит для юристів. Відтоді працює в органах прокуратури.
З 2001 працювала заступницею Генерального прокурора. З 2005 до квітня 2018 року очолювала цивільно-правовий відділ прокуратури Хорватії, а з обранням у 2018 році Дражена Єленича генеральним прокурором стала його Першою заступницею. З лютого 2020 року після того, як Дражен Єленич виявився членом масонської ложі, тимчасово виконувала обов'язки Генерального прокурора.
Призначена 18 травня в ході голосування у парламенті Хорватії (80 голосами «за» при 40 — «проти»). Законотворці обрали її на конкурсній основі серед шістьох кандидатів, які претендували на цю посаду. 26 травня склала присягу на Генерального прокурора перед спікером парламенту Горданом Яндроковичем.